# Buchholz, Nordhausen
Buchholz là một đô thị ở huyện Nordhausen, trong bang Thüringen, Đức. Đô thị Buchholz, Nordhausen có diện tích 2,62 km².